# Sergente maggiore Hartman
Il sergente maggiore Hartman (Gunnery Sergeant Hartman) è un personaggio del film Full Metal Jacket (1987), ispirato al personaggio del sergente maggiore Gerheim che compare nel romanzo Nato per uccidere, su cui il film è basato. È interpretato da R. Lee Ermey.

## Biografia del personaggio

### Romanzo
Il personaggio compare nella prima parte del romanzo Nato per uccidere, ovvero Lo spirito della baionetta, in cui il suo nome è Gerheim. Nel libro vi è la cronaca del periodo di addestramento di un reparto di formazione dei marines, dove il sergente istruttore "spezza" il carattere dei suoi uomini, al dichiarato intento di farne dei "brutali killer". Alla fine il soldato Pyle arriva al collasso nervoso, e con un fucile prima uccide il sergente e successivamente sé stesso.

### Cinema
Nella trasposizione cinematografica, il personaggio viene chiamato Hartman ed è il severissimo istruttore del Corpo dei Marines; nella versione in lingua originale si presenta come "Gunnery Sergeant", ovvero con il grado di sergente d'artiglieria, più basso rispetto a quello di sergente maggiore che ha nella versione doppiata in italiano. Il suo compito è quello di addestrare i nuovi soldati appena giunti in caserma; con i suoi allievi mostra un'estrema durezza, nel tentativo di inculcar loro la ferrea rigidità dei corpi militari, intuendo al volo le loro debolezze, apostrofandoli con minacce e insulti umilianti, affibbiando loro soprannomi degradanti (come "Biancaneve" ad un soldato afroamericano, "Cowboy" ad un soldato texano o "Palla di lardo" ad un soldato in sovrappeso) e pretendendo un maniacale rispetto della disciplina. Si esprime in modo intimidatorio con le reclute, urlando sempre, anche in circostanze banali, e le sottopone ad estenuanti sessioni di allenamento, durante le quali pungola gli uomini più affaticati (tra questi vi è sempre Palla di Lardo) con frasi spregevoli.
Il duro trattamento di Hartman che riserva alle reclute non è derivato da cattiveria o astio personale verso di loro, bensì dal volerli temprare, facendoli diventare dei "duri" per prepararli alla guerra; come lui stesso spiega, il suo essere così rigido sicuramente non lo rende benvoluto dai suoi allievi, i quali tuttavia più lo odieranno più impareranno a diventare come lui. Hartman all'inizio è particolarmente duro con "Palla di Lardo" perché sa che non potrebbe sopravvivere in guerra così com'è; verso la fine dell'addestramento, quando "Palla di Lardo" compie grandi progressi come fuciliere e impara la dottrina militare, il sergente si complimenta e mostra più morbidezza con lui.
Il suo allievo preferito pare essere Joker, che riceve appunto minori manifestazioni di disprezzo. Questi aveva infatti messo in discussione le posizioni religiose del sergente mostrando un inaspettato coraggio, dal quale l'istruttore era rimasto colpito, definendo il soldato "ignorante e senza Dio, ma con fegato", e promuovendolo a caposquadra. 
Hartman muore durante l'ultimo giorno di addestramento, di notte, ucciso proprio da "Palla di Lardo", che gli spara nel petto una pallottola blindata (in inglese full metal jacket) nel bagno, dopo che si era sentito insultare per l'ennesima volta in quanto, ormai impazzito, aveva cominciato ad urlare il credo del fuciliere durante il coprifuoco.

## Caratterizzazione
R. Lee Ermey inizialmente fu chiamato da Stanley Kubrick solo in veste di consulente tecnico per il film Full Metal Jacket, visto il suo passato militare, ma successivamente cercò di convincere il regista ad assegnargli il ruolo di Hartman inviandogli un video in cui improvvisava degli insulti verso un gruppo di Marines, per dimostrare la sua abilità nell'interpretare il personaggio. Kubrick gli diede quindi la parte, affermando che «era un genio per quella parte». Il regista acconsentì che Ermey si scrivesse i propri dialoghi da solo e successivamente lo definì «un eccellente interprete», che necessitava solo di due o tre indicazioni per girare una scena. Nel copione vennero inserite anche 250 pagine di invettive di Ermey, e si stima che si scrisse da solo il 50% dei suoi dialoghi, in particolare gli insulti. Per assicurarsi che le reazioni dei soldati alle sue sfuriate fossero il più autentiche possibile, Ermey e gli altri attori non provavano insieme.
Va tuttavia ricordato che, nel celebre discorso iniziale alle reclute, il Sergente maggiore (Gunnery sergeant in inglese) Hartman, al soldato Cowboy che gli dice essere del Texas, rivolge la frase di scherno: "nel Texas ci nascono solo tori e checche. Tu l'aria del toro non ce l'hai nemmeno un po' e dunque il cerchio si restringe". È una citazione sostanzialmente fedele della battuta con la quale un altro personaggio, il Sergente maggiore Emil Foley nel film del 1982 Ufficiale e gentiluomo, accoglieva le reclute. Hartman è, nel complesso, fortemente ispirato a Foley, anche se ne esaspera i tratti volgari e autoritari.

## Accoglienza
Il personaggio è stato accolto positivamente dalla critica cinematografica, che ne ha lodato l'interpretazione di Ermey. Tra questi, Vincent Canby del New York Times lo ha definito «la sorpresa più sbalorditiva del film», mentre il critico del Chicago Sun-Times Roger Ebert l'ha giudicata come la performance migliore del film insieme a quella di Palla di lardo, affermando che il film stesso «non si riprende più dopo che hanno abbandonato la scena». Jim Hall nel 2010 ha scritto che «è difficile immaginare che il film funzioni in maniera efficace senza di lui».
Per la sua interpretazione del personaggio Ermey ricevette il Boston Society of Film Critics Award per il miglior attore non protagonista e venne candidato al Golden Globe come Miglior attore non protagonista. Il ruolo gli ha creato tanto successo che in seguito lo ha parodiato in altre occasioni, come nell'episodio pilota di Space: Above And Beyond o nel film Sospesi nel tempo, e perfino nel doppiaggio della trilogia di Toy Story, dove Ermey dava la voce al sergente dei soldatini giocattolo.
Il personaggio è diventato un archetipo del sergente istruttore in diverse commedie ed è stato inserito da Filmsite della AMC nella lista dei migliori personaggi cinematografici di tutti i tempi.